# Британська асоціація наукової фантастики
Британська асоціація наукової фантастики (англ. British Science Fiction Association, BSFA) —
організація, що заснована у 1958 році групою британських письменників, видавців, книгопродавців і шанувальників творів в області наукової фантастики. Метою асоціації є заохочення до створення, просування і розвитку творів наукової фантастики будь-якого жанру.
Першим президентом BSFA став всесвітньо відомий письменник-фантаст Браян Олдіс, пізніше багато років асоціацію очолював Артур Кларк.
Асоціація видає три журнали:
- Вектор (Vector) — огляд подій і літературна критика; виходить двічі на місяць;
- Матриця (Matrix) — друкується і розсилається шість разів на рік;
- Фокус (Focus) — літературний журнал, виходить двічі на рік.

У 1969 році BSFA заснувала щорічну — премію BSFA (BSFA Award).
Представники Асоціації, входять до колегії журі премії Артура Кларка, і висувають двох кандидатів на її присудження.